# Şalom
Şalom (od hebr. ‏שָׁלוֹם‎, dosł. „Pokój”) – turecko-żydowska gazeta wydawana w Stambule. Czasopismo zostało założone 29 października 1947 przez turecko-żydowskiego dziennikarza, Avrama Leyona. 
Gazeta niemal w całości pisana jest w języku tureckim, z wyjątkiem jednej strony w języku ladino. Redaktorem naczelnym jest Yakup Barokas. Dzienny nakład „Şalom” wynosi 5 tys. egzemplarzy.